# Hortense Schneider
Hortense Catherine Schneider, La Snédèr, (30 de abril de 1833 - 6 de mayo de 1920) fue una soprano francesa, una de las grandes estrellas de su era especialmente asociada con el compositor Jacques Offenbach.
Nació en Burdeos y debutó en 1853 como Ines en La favorita de Donizetti. Cuando Offenbach la invitó al teatro des Bouffes Parisiens en 1855 se convirtió en la heroína de sus operetas, estrenando Boulotte en Barbe-bleue y La belle Hélène, La gran duquesa de Gerolstein (La Grande-Duchesse de Gérolstein) y La Périchole. 
Cantó también en Londres y San Petersburgo, fue la diva favorita del Segundo Imperio. Se casó en 1881 con el conde Emile de Brionne, de quien se divorció poco tiempo después en medio de un gran escándalo. Se dice que ante ella se doblegaron fortunas y monarcas y ejercía un tiránico dominio sobre sus allegados.(1). Fue la prima donna y "demi-mondaine" por excelencia de la Exposición Universal de Paris en 1867(2).
Se retiró en 1878, muriendo en París a los 87 años.
Alexis Joseph Perignon la inmortalizó en una pintura como 'La Grande Duchesse de Gerolstein".